# Сейф ед-Дін Сулейман
Сейф ед-Дін Сулейман (тур. Seyfeddin Süleyman Bey; д/н — 1361) — 12-й бей Караманідів в 1356—1361 роках. Відомий також як Сулейман-бей II та Сахіб аль-Даула аль-Насір.

## Життєпис
Син Халіл-бея. Дата народження та початкова діяльність майже невідома. Після отримання 1352 року влади його стрийком Мусою, стає намісником Ерменеку.
1356 року після смерті Муси-бея очолив державу Караманідів. Продовжив політику орієнтації на Мамлюкський султанат. Спирався на підтримку брата Ала ед-Діна Алі. 1361 року Сулейман-бея було вбито внаслідок змови дервішів, яку організував Караман-бея. Останній намагався захопити владу, але цьому завадив Ала ед-Дін Алі, що покарав змовників, ставший новий беєм Караману. Син Сулеймана — Хасан — втік до бейліка Еретна.